# UFC Fight Night: Thompson vs. Till
UFC Fight Night: Thompson vs. Till (conosciuto anche come UFC Fight Night 130 o UFC Liverpool) è stato un evento di arti marziali miste tenuto dalla Ultimate Fighting Championship il 27 maggio 2018 all'Echo Arena di Liverpool, in Inghilterra.
Si tratta del primo evento della UFC che si è tenuto in questa città.

## Risultati
|                                   | Divisione             |                     |                 |                  | Metodo                                      | Round           | Tempo           | Premio          |
| Card Principale                   | Card Principale       | Card Principale     | Card Principale | Card Principale  | Card Principale                             | Card Principale | Card Principale | Card Principale |
| --------------------------------- | --------------------- | ------------------- | --------------- | ---------------- | ------------------------------------------- | --------------- | --------------- | --------------- |
|                                   | Catchweight (79 kg)   | Darren Till         | batte           | Stephen Thompson | Decisione unanime (48-47, 49-46, 49-46)     | 5               | 5:00            |                 |
|                                   | Pesi welter           | Neil Magny          | batte           | Craig White      | KO tecnico (ginocchiata e pugni)            | 1               | 4:32            |                 |
|                                   | Pesi piuma            | Arnold Allen        | batte           | Mads Burnell     | Sottomissione (front choke)                 | 3               | 2:41            | POTN            |
|                                   | Pesi piuma            | Makwan Amirkhani    | batte           | Jason Knight     | Decisione unanime (27-30, 29-28, 29-28)     | 3               | 5:00            |                 |
|                                   | Pesi welter           | Cláudio Silva       | batte           | Nordine Taleb    | Sottomissione (rear-naked choke)            | 1               | 4:31            | POTN            |
|                                   | Pesi medi             | Darren Stewart      | batte           | Eric Spicely     | KO tecnico (pugni)                          | 2               | 1:47            | POTN            |
| Card Preliminare (Fox Sports 1)   |                       |                     |                 |                  |                                             |                 |                 |                 |
|                                   | Pesi medi             | Tom Breese          | batte           | Daniel Kelly     | KO tecnico (pugni)                          | 1               | 3:33            | POTN            |
|                                   | Pesi gallo femminili  | Lina Länsberg       | batte           | Gina Mazany      | Decisione unanime (30-27, 30-01, 29-28)     | 3               | 5:00            |                 |
|                                   | Pesi welter           | Carlo Pedersoli Jr. | batte           | Brad Scott       | Decisione non unanime (28-29, 29-28, 29-28) | 3               | 5:00            |                 |
|                                   | Catchweight (57,6 kg) | Gillian Robertson   | batte           | Molly McCann     | Sottomissione tecnica (rear-naked choke)    | 2               | 2:05            |                 |
| Card Preliminare (UFC Fight Pass) |                       |                     |                 |                  |                                             |                 |                 |                 |
|                                   | Pesi medi             | Elias Theodorou     | batte           | Trevor Smith     | Decisione unanime (30-27, 30-27, 29-28)     | 3               | 5:00            |                 |

## Premi
I lottatori premiati ricevettero un bonus di 50.000 dollari.
Legenda:
- FOTN: Fight of the Night (vengono premiati entrambi gli atleti per il miglior incontro dell'evento)
- POTN: Performance of the Night (viene premiato il vincitore per la migliore performance dell'evento)